# Archi (huyện)
Archi là một huyện thuộc tỉnh Kondoz, Afghanistan. Dân số thời điểm năm 1999 là 84,381 người.